# Nóqui
Nóqui és un municipi de la província de Zaire. Té una extensió de 5.275 km² i 22.826 habitants. Comprèn les comunes de Lufico, Lulendo (Mpala) i Nóqui. Es troba ala riu Congo, just a l'altre costat de la frontera de la ciutat de Matadi a la República Democràtica del Congo.
Noki era un lloc on hi arribaren els primers comerciants europeus. En 1884 Alexandre Delcommune va ser nomenat director de les fàbriques belgues a Boma i Noki. Al desembre de 1884 el tinent Eduard Schulze va tractar de fundar una colònia alemanya prop de Nóqui.